# Casper Labuschagne
Casper Jeremiah Labuschagne (Heilbron, 4 april 1929 – Haren, 5 oktober 2019) was een theoloog en oudtestamenticus van Zuid-Afrikaanse afkomst.
Casper Labuschagne studeerde van 1947–1956 theologie en Semitische talen aan de universiteit van Pretoria en de Rijksuniversiteit Groningen. In maart 1962 promoveerde hij cum laude bij E.S. Mulder op het proefschrift Die onvergelyklikheid van Jahwe in die Ou Testament (herzien en vertaald: The Incomparability of Yahweh in the Old Testament, Leiden: Brill, 1966).
Van 1957–1967 was Labuschagne predikant voor de Nederlandse Hervormde Kerk in Zuid-Afrika en vanaf 1959 tevens lector aan de universiteit van Pretoria. Als predikant sprak hij zich nadrukkelijk uit tegen de apartheid. Dit vormde de directe aanleiding voor zijn ontslag als predikant (1967) en vormde tevens een obstakel voor loopbaanperspectief aan de universiteit van Pretoria. Vanaf 1967 tot zijn emeritaat in 1991 was Labuschagne lector en later hoogleraar aan de Rijksuniversiteit Groningen in de vakgebieden Oud-Israëlitische Letterkunde en exegese van het Oude Testament. Labuschagne bleef tegelijkertijd wel betrokken bij de strijd voor sociale rechtvaardigheid in Zuid-Afrika en tegen de apartheidsideologie in de kerk.
In de jaren zeventig en tachtig van de twintigste eeuw leverde Labuschagne in Nederland een belangrijke bijdrage aan het toegankelijk maken van de resultaten van wetenschappelijk Bijbelonderzoek voor een breder publiek. In wetenschappelijke context publiceerde Labuschagne over de door hem ontwikkelde logotechnische analyse, een tekstverklaring op basis van de analyse van de getallenreeksen en getalscomposities in de Hebreeuwse tekst. Ook in zijn vierdelig commentaar op Deuteronomium, in het Nederlands verschenen in de serie Prediking op het Oude Testament, speelt logotechnische analyse een centrale rol. De methode van de logotechnische analyse is niet onomstreden en heeft onder wetenschappers geen brede weerklank gevonden.